# Eulengebirge

Eulengebirge (Nr. 23) innerhalb der Sudeten

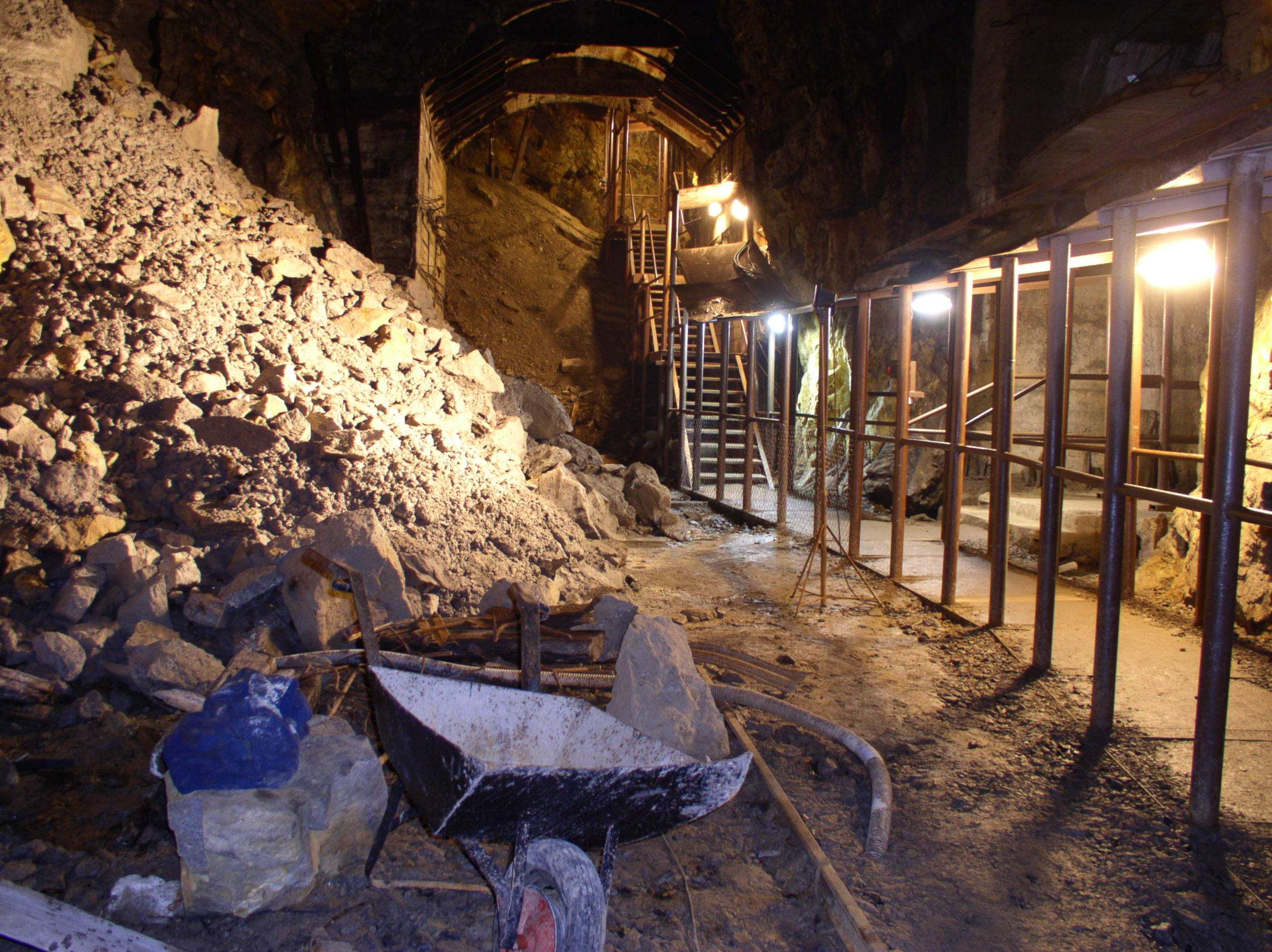
Projekt Riese

Das Eulengebirge (polnisch Góry Sowie, tschechisch Soví hory) ist Teil der schlesischen Mittelsudeten im Südwesten Polens.

## Geografie und Geologie
Der langgezogene und bewaldete, steil aus der Schlesischen Tiefebene aufragende Gebirgszug wird im Nordwesten durch das Tal der Schweidnitzer Weistritz (Bystrzyca Świdnicka), in dem die Ortschaften Lubachów (Breitenhain) und Zagórze Śląskie (Kynau) liegen, von den Góry Wałbrzyskie, dem nördlichen Teilbereich des Waldenburger Berglands, abgetrennt, während der Silberbergpass (Przełęcz Srebrna) (583 m) oberhalb von Srebrna Góra (Silberberg) die Grenze zum sich südöstlich anschließenden Warthagebirge (Góry Bardzkie) darstellt.
Zwischen Eulengebirge und Heuscheuergebirge (polnisch Góry Stołowe, tschechisch Broumovské stěny) liegen das breite Steinetal, eine in den Glatzer Kessel (Kotlina Kłodzka) übergehende Senke sowie ein südöstlicher Ausläufer der Góry Kamienne (Steine-Gebirge), des südlichen Teilbereichs des Waldenburger Berglands.
Wenn man das Eulengebirge aus der nordöstlich liegenden Tiefebene oder vom vorgelagerten Massiv der Ślęża (Zobtenberg) (718 m) aus betrachtet, wirkt es durch seine für ein Randgebirge der Sudeten beachtliche Höhe recht schroff und imposant. Die höchste Erhebung des Eulengebirges ist die Wielka Sowa (deutsch Hohe Eule) mit 1015 m n.p.m., ein wichtiger Aussichtsberg.
Die Gneise des Eulengebirges zählen zu den ältesten Gesteinen  der Sudeten und damit zu den ältesten Europas.
In Bezugnahme auf petrologisch-tektonische Zusammenhänge bildet das Eulengebirge die nordöstliche Begrenzung der Innersudetischen Senke.

## Geschichte
Das Eulengebirge war Schauplatz des in der Zeit des Vormärz besonders bekannt gewordenen Schlesischen Weberaufstands von 1844. Das in Berlin 1894 uraufgeführte Drama Die Weber von Gerhart Hauptmann basiert auf diesem Ereignis.
Während des Zweiten Weltkriegs wurde hier der Bau des größten Führerhauptquartiers betrieben, das für die gesamte Führungsriege der Nationalsozialisten vorgesehen war (siehe Projekt Riese). Zugleich befand sich in Krzyżowa (Kreisau) am Fuße des Eulengebirges der Hauptstützpunkt des Kreisauer Kreises, einer wichtigen, gegen den Nationalsozialismus gerichteten deutschen Widerstandsgruppe.

## Tourismus
Wichtigste Fremdenverkehrsorte im Eulengebirge sind Walim (Wüstewaltersdorf) – zu Füßen der Hohen Eule – im Powiat Wałbrzyski sowie Jugów (Hausdorf) und Sokolec (Falkenberg), Ortsteile der Landgemeinde Nowa Ruda (Neurode) im Powiat Kłodzki. Aufgrund seiner Nähe zu Breslau (etwa 75 km entfernt) und seiner malerischen Landschaft spielt das von Wanderwegen durchzogene Gebirge als Naherholungsgebiet in Niederschlesien eine bedeutende Rolle. 1991 wurde der Park Krajobrazowy Gór Sowich (Landschaftspark Eulengebirge) ins Leben gerufen.

## Panorama

Blick vom Turmberg (Kalenica)